# 라스트 엑소시즘
《라스트 엑소시즘》(영어: The Last Exorcism)은 2010년 공개된 미국의 파운드 푸티지 초자연 공포 영화이다.
속편 《라스트 엑소시즘: 잠들지 않는 영혼》(2013)으로 이어진다.

## 줄거리
아이리스와 대니얼은 구마의 사기성을 폭로하려고 하는 루이지애나주 배턴루지 코튼 마커스 목사를 소재로 다큐멘터리를 제작 중이다. 장애인 아들이 태어난 뒤 신앙을 잃은 마커스는 빙의 현상을 정신병으로 간주하며 이 "정신병"을 가짜 구마 의식을 통해 치료하며 살고 있다.
딸 넬에게서 악령을 쫓아달라는 편지를 보낸 농부 루이스 스위처의 요청을 수락한 마커스는 넬에게 강력한 악령 아블람이 씌였다고 거짓말을 한 뒤 가짜 구마를 하고 자신이 넬의 정신 질환을 "치료"했다고 생각한다. 하지만 그날 밤 상태가 좋아보이지 않는 넬이 불가사의하게 마커스의 호텔 방에 나타난다. 병원에서는 넬의 신체에는 이상이 없다는 진단을 내린다. 한편 전에 루이스가 다녔던 교회의 맨리 목사는 넬을 못 본지 3년이 되어간다고 말한다.
이후 넬은 기이한 행동을 보이고 임신 사실까지 밝혀진다. 점점 더 이상한 일들이 벌어지자 코튼과 촬영팀은 넬을 다시 조사하기 시작하고, 넬이 그린 그림들에서 그들의 죽음을 암시하는 섬뜩한 내용을 발견한다. 마커스는 넬이 악령에 씌이지 않았다고 확신하지만, 루이스는 넬이 악령에게 임신당했다고 주장하며 넬을 죽일 것을 암시한다. 마커스는 두 번째 구마를 시도하지만, 넬은 아발람으로 변해 마커스에게 성적인 발언을 하며 혼란을 준다. 마커스는 넬이 악령이 아니라 로건이라는 소년에게 강간을 당했다는 사실을 알게 된다.
마커스와 촬영팀이 로건을 찾아가자 로건은 자신이 동성애자이며 반 년 전에 맨리 목사가 집에서 연 파티에서 넬을 만나 대화를 나눈 게 마지막이었다고 말한다. 맨리가 거짓말을 했다는 걸 깨달은 마커스와 촬영팀은 급히 다시 루이스의 농장으로 돌아가지만 이미 농장은 텅 비어있다.
이들은 인근 숲 속에서 맨리가 이끄는 사교 집단을 발견한다. 루이스가 눈가리개를 한 채 나무에 묶여있는 가운데 넬이 제단에 누워 인간이 아닌 아기를 출산하고 맨리는 아블람 만세!를 외치고 아기를 불에 집어넣어 아블람을 해방시킨다. 신앙을 회복한 마커스는 십자가를 들고 악령에 맞서 싸우려 하지만 촬영팀은 도망친다. 촬영팀 중 아이리스는 사교 집단에게 살해당하고, 대니얼은 넬의 동생 케일럽에게 참수된다. 마커스의 마지막 구마는 끔찍한 결말을 맞이한다.

## 출연
- 패트릭 페이비언 - 코튼 마커스 역
- 애슐리 벨 - 넬 마거릿 스위처 역
- 아이리스 바 - 아이리스 라이즌 역
- 루이스 허섬 - 루이스 스위처 역
- 케일럽 랜드리 존스 - 케일럽 스위처 역
- 토니 벤틀리 - 맨리 목사 역
- 샤나 포러스톨 - 마커스 부인 역
- 로건 크레이그 리드 - 로건 역

## 기타 제작진
- 공동 제작: 패티 롱, 개브리엘 니먼드
- 배역: 로런 배스
- 미술: 앤드루 W. 보핑거
- 의상: 쇼나 리오니